# Cacique Chacao

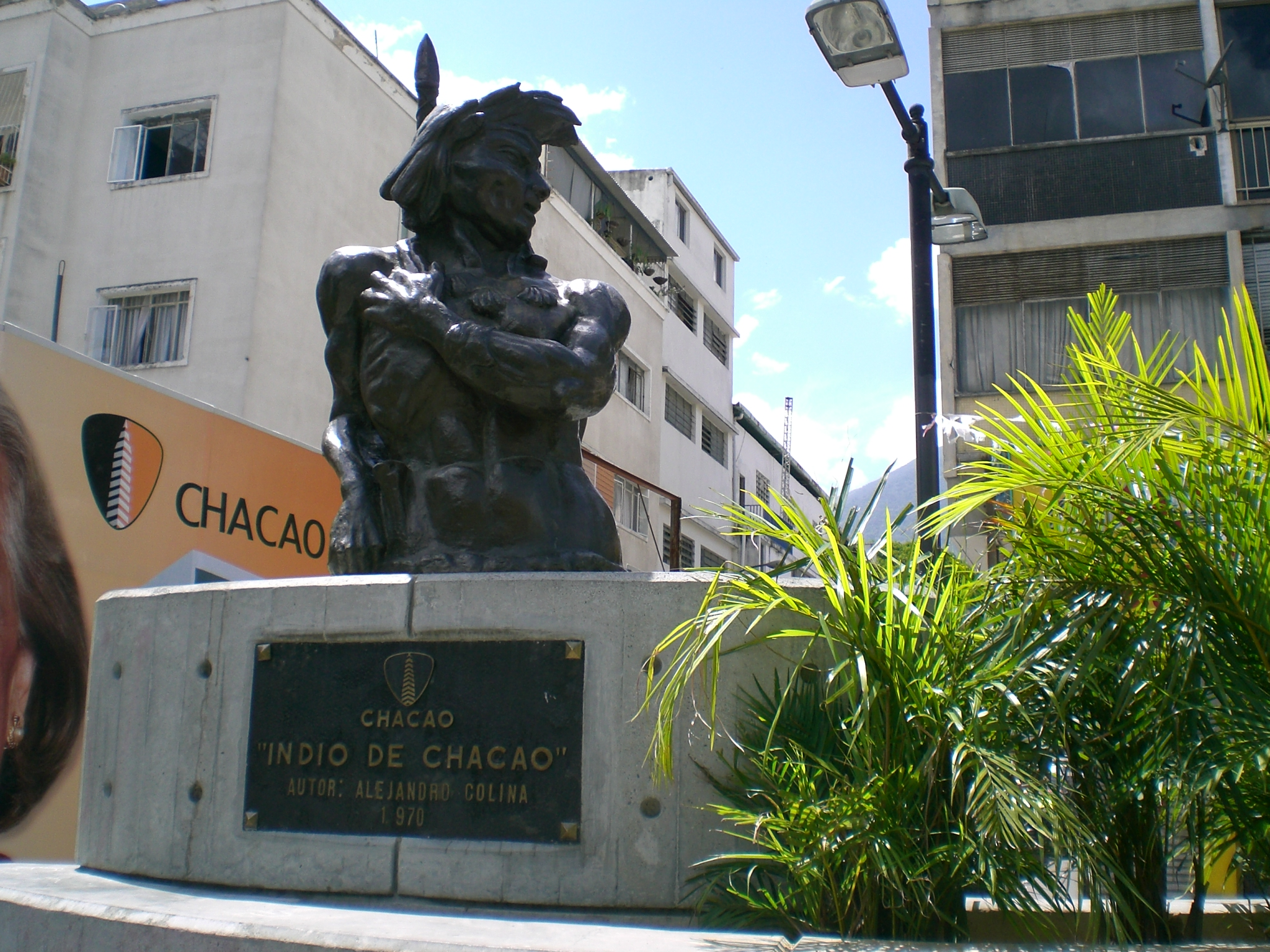
Busto del Indio Chacao en la plaza del mismo nombre en Caracas, Venezuela. Obra de Alejandro Colina.

El Indio Chacao (?- 1567) era un cacique (jefe) indio venezolano de mediados del siglo XVI.

## Biografía
El nombre Chacao deriva de Chacau, que significa "arena", los Tamanacos decían Ciaccau y los Caribes Saccao.
En un recodo del Valle de Caracas, tenía sus dominios una tribu cuyo cacique llevaba el nombre de Chacao y a quien los conquistadores españoles temían y respetaban por su condición de valiente, generoso e implacable.
Pasaron largos días de espera por lo que el capitán Catado, al no encontrar al Cacique Chacao, decide marcharse con su tropa, pero cuál sería su sorpresa que en ese momento escuchó voces y al acercarse pudo ver que eran dos pequeños indígenas que estaban a la orilla del río, por lo que el astuto conquistador pensó que pertenecían a la tribu del cacique Chacao, y pensó: "si los atrapo él se dará cuenta de la ausencia de los pequeños y saldría en su búsqueda, y así podré atraparle".
En la quietud de la noche surgió el temible Chacao, de figura atlética, con su macana procedió a atacar el campamento español, donde se encontraba el capitán Catado, logrando rescatar a los niños prisioneros. Luego, aquel formidable "Hércules americano" fue herido de muerte, desplomándose sobre la tierra que años después sería el asiento de la pequeña aldea, quedando así la sangre de este valiente Cacique como el más noble testimonio de su inmortal y generosa hazaña.
Chacao, cacique de la tribu Caribe, que gobernaba en la región del valle de Caracas, que hoy lleva su nombre, ciudad y Municipio Chacao, aun cuando su dominio se expandía hasta Los Teques. Murió hacia 1567 luchando por la defensa de sus dominios cuando los españoles invadieron el valle de Caracas bajo la conducción de Juan de Gámez.
- Datos: Q2947314